# Paradestolmia
Paradestolmia är ett släkte av fjärilar. Paradestolmia ingår i familjen tandspinnare.
Kladogram enligt Catalogue of Life:
| Paradestolmia | \| \| Paradestolmia nigrolinea \| \| \| \| \| \| Paradestolmia spirucha \| \| \| \| |
|               | \| \| Paradestolmia nigrolinea \| \| \| \| \| \| Paradestolmia spirucha \| \| \| \| |
|               | Paradestolmia nigrolinea                                                            |
|               |                                                                                     |
|               | Paradestolmia spirucha                                                              |
|               |                                                                                     |